# Édouard Michelin (imprenditore 1859)
Édouard Michelin (Clermont-Ferrand, 23 giugno 1859 – Orcines, 25 agosto 1940) è stato un imprenditore francese.

## Biografia
Nasce da Jules Michelin, pittore, ed  Adèle Barbier, erede di una fabbrica di gomme.
È stato insieme al fratello fondatore della celeberrima Michelin. Nel 2002 per i suoi meriti è stato inserito nell'Automotive Hall of Fame.